# Базилевський Ераст
Ера́ст Базиле́вський — український бандурист, артист Київської капелі бандуристів. Художний керівник у 1931 році. Арештований 1934 року. Деякі джерела помилково подають, що він був розстріляний 1937 року. Після війни він грав у народному хорі в Києві.